# Halîceanî, Horohiv
Halîceanî (în ucraineană Галичани) este localitatea de reședință a comunei Halîceanî din raionul Horohiv, regiunea Volînia, Ucraina.

## Demografie
Componența lingvistică a localității Halîceanî
     Ucraineană (99,73%)
     Alte limbi (0,14%)
Conform recensământului din 2001, majoritatea populației localității Halîceanî era vorbitoare de ucraineană (99,73%), existând în minoritate și vorbitori de alte limbi.